# Theumis
Theumis ist eine Variante des Vornamens Thomas, gebräuchlich in der Region Südniedersachsen.
Die sprachliche Herkunft ist bislang nicht genau aufgeklärt. Sicher ist jedoch, dass der Name erstmals in den Ortschaften Eddigehausen und Bovenden, nördlich von Göttingen, aus Mundart heraus ausgesprochen wurde.
Erwähnt wird der Name auch in einem dort seit ca. 1920 überlieferten Kinderlied:
"Use (unser) Bauer Theumis der hat einen Gauckel (Gockel, Hahn)

tat sin (sein) Gauckel schrein'

tat sich jeder freun'

schreit er an seubin (sieben) Tagen

up de Mistehagen (Hagen: Berg, Haufen; hier: Misthaufen, heute auch nachbarschaftlich: Komposthagen)